# Dothiopeltis arunci
Dothiopeltis arunci är en svampart som beskrevs av E. Müll. 1957. Dothiopeltis arunci ingår i släktet Dothiopeltis och familjen Leptopeltidaceae.   Inga underarter finns listade i Catalogue of Life.